# Concerto pour piano no 1 de Martin
Pour les articles homonymes, voir Concerto pour piano (homonymie).
Le Concerto pour piano et orchestre no 1 est un concerto de Frank Martin. Composé en 1934-35, il est créé en janvier 1936 par Walter Gieseking sous la direction d'Ernest Ansermet.

## Structure
1. Lento - Allegro tranquillo
2. Largo
3. Allegro molto - Andante
4. Presto con fuoco

- Durée d'exécution : vingt deux minutes.